# فهرست مدون فیلم‌های بلند توسط بنیاد فیلم آمریکا
فهرست مدون فیلم‌های بلند توسط بنیاد فیلم آمریکا (انگلیسی: AFI Catalog of Feature Films) که به اختصار «فهرست مدون اِی‌اف‌آی» نامیده می‌شود، پروژه‌ای در دستِ ساخت و تکمیل است که توسط بنیاد فیلم آمریکا طراحی و اجرا شده و در آن، تمامی نمایش‌نامه‌های تئاتری و فیلم‌های سینمایی ساخته شده در ایالات متحده آمریکا از ابتدای تاریخ نمایش و سینما تا دوران کنونی، ثبت خواهد کرد.
این فهرست ابتدا به صورت کتاب‌هایی با جلد گالینگور و با عنوان «فهرست فیلم‌ها توسط انجمن فیلم آمریکا» منتشر می‌شد، اما اکنون منحصراً، به صورت یک پایگاه داده‌های اینترنتی ارائه می‌شود.